# Lepanthes pteropogon
Lepanthes pteropogon är en orkidéart som beskrevs av Heinrich Gustav Reichenbach. Lepanthes pteropogon ingår i släktet Lepanthes och familjen orkidéer. Inga underarter finns listade i Catalogue of Life.